# Digimon Adventure 02: Tag Tamers
Digimon Adventure 02: Tag Tamers (デジモンアドベンチャー02 タッグテイマーズ?, Dejimon Adobenchā Zero Tsū Taggu Teimāzu) è un videogioco pubblicato e sviluppato da Bandai per WonderSwan. Il gioco è uscito solo in Giappone il 3 agosto 2000.

## Trama
Il gioco inizia con Ryo che fa visita a Ken nella sua stanza. I due sono testimoni della sconfitta di Diaboromon per mano di Omnimon tramite Internet, ma successivamente Veemon (che successivamente diventerà il Digimon partner di Davis) appare dal computer e consegna un Digivice D-3 a Ryo. Veemon spiega che c'è un altro Diaboromon che vaga per Digiworld ed il compito di Ryo è di sconfiggerlo. Ken decide di seguire il suo amico, ma viene lasciato alla Città della Rinascita con Tai e Agumon ad aspettare il ritorno di Ryo. Intanto, il Diaboromon fuggitivo, che si era nascosto dove una volta sorgeva il castello di Devimon, viene sconfitto grazie alla sola forza di Veemon. Tuttavia, Millenniummon appare al ragazzo e gli rivela che lo stava aspettando e che Diaboromon era solamente un'esca per attirare nuovamente Ryo a Digiworld. Millenniummon fa esplodere il Monte Infinito e, nel fare ciò, spacca Digiworld in due parti. Da questo punto in poi, la prospettiva della storia cambia alternativamente tra Ryo e Ken.
Ken si sveglia in una foresta ed incontra il suo Digimon partner, Wormmon. Ken cerca inizialmente Ryo, ma Wormmon lo porta da Gennai, che gli spiega che Ryo si trova sull'altra metà del mondo. Durante il loro dialogo, Gennai dice che Ken e Wormmon devono creare un sito specchio e rivela che Ken è uno dei Digiprescelti. Ken, però, sembra non voler essere un Digiprescelto. Solo dopo che Wormmon lo fa sentire in colpa Ken decide di accettare. Gennai dice quindi a Ken di risistemare le cose nel lato della spiaggia del continente, dove il ragazzo raccoglie pezzi delle Digiuova, risolve con successo alcuni enigmi rappresentati da castelli simili ad uno Ziggurat, ad una Piramide egizia, ad una Piramide Maya e ad una Nave Nera. Una volta terminata la missione, Gennai e Piximon mettono a punto una Macchina di Ricarica che permette a Ryo e Ken di mettersi in contatto l'uno con l'altro e di scambiarsi oggetti. La scena si sposta su Ryo, che deve seguire il percorso di Ken e passare a risolvere l'ennesimo enigma. Da qui il nome del gioco, "Tag Tamers", ovvero "Domatori in coppia".
Dopo diverse battaglie, DNAdigievoluzioni e scavi archeologici per trovare altri pezzi di Digiuovo, Ryo alla fine arriva al continente fluttuante di Millenniummon. Il Digimon ride, dicendo che non può essere sconfitto da un solo potere. La chiave al suo potere non ha rivali e la porta non sarà mai aperta. Quindi scompare, lasciando dietro di sé una singola porta chiusa che compare al di fuori della Città della Rinascita. Tornati alla base, Piximon dice che Millenniummon ha ancora diverse trappole posizionate nel lato del mondo in cui si trova Ken, così la scena torna dal punto di vista del giovane Ichijouji.
Sulla strada per il castello di Myotismon, un Elecmon svela a Ken che la porta chiusa porta al cuore di Millenniummon, quindi si chiede se Millenniummon possegga un cuore. In un evidente contrasto con la sua quasi cortese interazione con Ryo, Millenniummon è oltremodo rude con Ken e lo insulta in malo modo prima di sparire.
La chiave alla porta chiusa si rivela essere il Digiuovo del Desiderio, che sembra però reagire solo a Ryo. Una volta aperta la porta, Ryo, Ken ed i loro Digimon vengono assorbiti dall'oscurità e portati nel mondo di Millenniummon: un'area abbandonata completamente arida con una gigantesca sfera metallica che fluttua su di essa. La sfera è in realtà il castello di Millenniummon. Il Digimon malvagio accoglie Ryo caldamente nel mondo creato dalla sua stessa mente. Quando impegnato a parlare con Ken, invece, la sua voce diventa fredda quando dice che tutto ciò che stava accadendo lì in quel momento stava accadendo anche all'interno del suo corpo. Il potere di Ken sembra limitato in quel luogo. Quindi si rivolge nuovamente a Ryo, ridendo, ed invita i due a sfidarlo, anche se i ragazzi tremano per la disperazione.
La battaglia che segue termina con la distruzione del corpo di Millenniummon e la segregazione del suo spirito all'interno di un cristallo, anche se il Digimon ride dopo essere stato sconfitto. Con la sconfitta di Millenniummon, Digiworld, Tai e Agumon (che erano stati trasformati in statue di pietra) tornano al loro stato normale. Quindi Millenniummon ritorna un'ultima volta per disperdere i suoi Semi delle Tenebre. Ken toglie Ryo dalla traiettoria di uno di essi, ma viene colpito al posto dell'amico. Lo spirito di Millenniummon ride ancora una volta. Il Digimon dice di non poter morire e che, poiché il potere di Ryo è eterno, anche il suo lo è, per poi sparire.
Nelle scene seguenti, Wormmon dice che Ken si è ammalato ed è sempre più freddo nei suoi riguardi. L'epilogo intende mostrare i primi segnali della successiva caduta di Ken nel suo alter ego dell'Imperatore Digimon un anno dopo, in cui Ken afferma di essere diverso da Millenniummon: lui è l'Imperatore Digimon.

## Accoglienza
Al momento dell'uscita, i quattro recensori della rivista Famitsū hanno dato un punteggio di 23/40.